# باشگاه فوتبال لاباسا
باشگاه فوتبال لاباسا یک باشگاه فوتبال فیجیایی مستقر در لاباسا است که در لیگ برتر فیجی رقابت می‌کند.

## تاریخچه
یک مسابقه فوتبال محلی از سال ۱۹۳۸ در لاباسا برگزار شد. این مسابقات شامل برخی از باشگاه‌های قومی فیجی بود. لاباسا در سال ۱۹۳۸ به انجمن ملی ملحق نشد، زیرا لاباسا از جزیره اصلی ویتی لوو، جایی که همه باشگاه‌ها به جز یکی در آنجا مستقر بودند، فاصله داشت.
در سال ۱۹۴۲، تحت ریاست هارولد بی. گیبسون، یکی از اعضای سابق شورای قانونگذاری، اتحادیه فوتبال لاباسا به بدنه ملی فوتبال ملحق شد که در آن زمان به عنوان اتحادیه فوتبال هند فیجی شناخته می‌شد.
لاباسا در حاشیه فوتبال فیجی باقی ماند و برای رقابت با تیم‌های ویتی لوو تلاش کرد تا اینکه در سال ۱۹۶۹ برای اولین بار میزبان مسابقات قهرمانی بین منطقه‌ای بود. این تیم در سال‌های ۱۹۷۲، ۱۹۷۳ و ۱۹۷۸ در این جام نایب قهرمان شد. لاباسا اولین بار در سال ۱۹۹۲ و دو سال بعد در سال ۱۹۹۴ برنده جام بین منطقه‌ای شد.
در اکتبر ۲۰۱۱، این تیم سومین عنوان جام بین منطقه‌ای خود را با شکست ۱–۰ با در ورزشگاه ملی ای‌ان‌زد در سووا برد. گل پیروزی لاباسا در فینال توسط ماسیو دونادامو در نیمه دوم بازی به ثمر رسید.

## افتخارات
- لیگ برتر فیجی: ۲
  - ۱۹۹۱، ۲۰۰۷
- جام بین منطقه‌ای: ۶
  - ۱۹۹۲، ۱۹۹۴، ۲۰۱۱، ۲۰۱۶، ۲۰۱۹، ۲۰۲۰
- نبرد غول‌ها: ۲
  - ۱۹۹۷، ۲۰۱۹
- جام حذفی فیجی: ۴
  - ۱۹۹۲، ۱۹۹۷، ۱۹۹۹، ۲۰۱۵
- جام قهرمان در برابر قهرمان: ۵ قهرمانی
  - ۱۹۹۲، ۲۰۰۷، ۲۰۱۷، ۲۰۱۹، ۲۰۲۰
- جام جیرمیت: ۱ قهرمانی
  - ۱۹۷۹